# 中原恒雄
中原 恒雄（なかはら つねお、1930年8月29日 - 2016年1月8日）は、日本の電気工学者。元住友電気工業副会長。元日本工学アカデミー会長。

## 来歴
1953年、東京大学工学部電気工学科卒業後、住友電気工業に入社し、通信ケーブル、マイクロ波、光、超電導、システム等の研究に従事した。
1961年、東京大学より工学博士号を取得。
1975年、住友電気工業取締役研究開発本部長。以後、常務取締役（1981年）、専務取締役（1982年）、副社長（1985年）を経て、1991年に副会長に就任した。1996年に取締役を退き、特別技術顧問、2002年には顧問となり、2005年8月に退任した。
住友電気工業退任後の2005年9月、有限会社中原総合研究所代表取締役。
2007年、日本工学アカデミー会長就任。
2016年1月8日、満85歳没。

## 栄典
- 1994年:藍綬褒章
- 2002年:IEEEアレクサンダー・グラハム・ベル・メダル
- 2004年:大英帝国勲章(CBE)

## 著書
- 『15歳の君に見てほしい22世紀の未来』徳間書店、2007年（未来予測研究会との共著）

また研究管理関連の著書として、『Knowledge Management,Platform And Entrepreneurship 』（International Journal of Technology Management 2004 Vol 28,Nos 7/8）などがある。